# 2071
2071 — 2071 рік нашої ери, 71 рік 3 тисячоліття, 71 рік XXI століття, 1 рік 8-го десятиліття XXI століття, 2 рік 2070-х років.

## Очікувані події
- Очікується, що супутник Просперо, так само відомий як X-3, впаде на Землю. [джерело?]